# Annemarie Fromme-Bechem

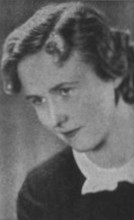
Annemarie Fromme-Bechem, um 1938

Annemarie Fromme-Bechem (* 20. August 1909 in Düsseldorf als Annemarie Bechem; † 8. Oktober 1992 in Hamburg) war eine deutsche Schriftstellerin. 

## Leben
Annemarie Bechem war die Tochter des Kaufmanns Hans Bechem und von dessen Frau Maria. 1909 zog die Familie nach Krefeld-Uerdingen. Annemarie Bechem besuchte die Höhere Mädchenschule und anschließend die realgymnasiale Studienanstalt in Krefeld, wo sie ihr Abitur ablegte. Anschließend studierte sie von 1929 bis 1930 Philologie an den Universitäten Köln und Bonn, das Studium musste sie jedoch wegen der wirtschaftlichen Not ihrer Eltern abbrechen. Ab 1930 absolvierte sie ein Volontariat bei der Krefelder Zeitung und wurde 1933 freie Mitarbeiterin. Sie verfasste Unterhaltungsromane und Artikel für die Zeitschrift NS-Frauenwarte und arbeitete auch für den Reichssender Köln. Zum 1. Mai 1935 wurde sie in die NSDAP aufgenommen (Mitglieds-Nr. 4.467.733).
1939 heiratete Annemarie Bechem den Industriellen Oskar Wilhelm Julius Fromme, beide zogen nach Springe, 1940 wurde ein Sohn, 1943 eine Tochter geboren. Ihr historischer Roman „Drache in Gelderland“ erschien 1938/39 in 40 Folgen in der NS-Zeitung Völkischer Beobachter.
In der Entnazifizierung wurde Annemarie Fromme-Bechem 1948 als Mitläuferin eingestuft und zu einer Sühneleistung von 1000,- DM, später reduziert auf 300,- DM, verurteilt. Von 1951 bis 1979 veröffentlichte sie mehr als 30 Bücher, die zumeist der Kinder- und Jugendliteratur zuzurechnen sind. Seit 1961 lebte die Autorin in Hamburg.

## Werke
- Glück ab!. Ein Roman um Segelflieger und Sportkameraden. Moninger, Karlsruhe 1938 (unter dem Namen Annemarie Bechem).
- Ich bin ja so glücklich! Holzwarth, Düsseldorf-Ratingen 1938 (unter dem Namen Annemarie Bechem)
- Ich zwinge dich zu deinem Glück. Holzwarth, Düsseldorf-Ratingen 1938 (unter dem Namen Annemarie Bechem)
- Drache im Gelderland. Historischer Roman aus dem 16. Jahrhundert. Moninger, Karlsruhe 1939 (unter dem Namen Annemarie Bechem)
- Land steigt auf aus Eis und Feuer, Karlsruhe i. B. 1940
- Die große Ordnung. Zentralverlag der NSDAP Eher, München 1943.
- Die Spatzen pfeifen's von den Dächern. Andermann, München [u. a.] 1951.
- Hexi, Wurstl und das Wunderknäuel. Moninger, Karlsruhe (Baden) 1952.
- Jeder hat die Spatzen lieb. Andermann, München [u. a.] 1952.
- Kätherlein bändigt die Buben. K. Thienemanns, Stuttgart 1952 (Thienemanns Zweimark-Bücher; 6).
- Mit uns ist was los!, Karlsruhe (Baden) 1952
- Der Grindwal kommt. Hoch, Düsseldorf 1954 (Hoch-Bändchen; 14).
- Jugend an der Schwelle, Düsseldorf 1954
- Waberl und die goldene Horde. Titania-Verlag, Stuttgart 1955.
- Wir warten auf Wind. Hoch, Düsseldorf 1955.
- Hannes und die Glücksschuhe. Gundert, Hannover 1956 (Sonne und Regen im Kinderland; 82).
- Jeder hat mich gern. Kleiner Wegweiser für junge Mädchen. Boje, Stuttgart 1956 (Digitalisat der 3. Auflage 1958).
- Kleines Mädchen, große Reise, Düsseldorf 1956
- Pony mit den Reisestiefeln. Boje, Stuttgart 1956.
- Pony und der arabische Teppich. Boje, Stuttgart 1956.
- Pony wandert mit den Störchen. Boje, Stuttgart 1956.
- Sie fährt. Boje, Stuttgart 1956.
- Pony auf der Fohlenweide. Boje, Stuttgart 1957.
- Pony schließt die Herzen auf, Stuttgart 1957
- Der alte Kutscher. Agentur des Rauhen Hauses, Hamburg 1960 (Die Stille Stunde; 33).
- Engel mit Schönheitsfehlern. Agentur des Rauhen Hauses, Hamburg 1960 (Die Stille Stunde; 30).
- Der Fälscher, Baden-Baden 1960
- Krückli und der große Bär, Stuttgart 1960.
- Der tolle Winkel. Mohn, Gütersloh 1960.
- Angeklagt ist Goliath. K. Thienemanns, Stuttgart 1961.
- So ein Mädchen! Boje, Stuttgart 1961.
- Der Esel mit den Silberohren. Die Adventskerze. Agentur des Rauhen Hauses, Hamburg 1962 (Bei allen Kindern frohe Zeit; 20).
- Es begann auf Bahnsteig 6. Titania, Stuttgart 1963.
- Doch ein Jahr hat viele Tage. Roman um junge Menschen. E. Schmidt, Bielefeld 1964.
- Eine Karosse aus Paris. Titania, Stuttgart 1966.
- Der Schimmel mit der schwarzen Mähne. Boje, Stuttgart 1966.
- Tippi Knaster. Dressler, Berlin 1970.
- Pimmy und der Fisch No-No. Klopp, Berlin 1976.